# Pácora
Pácora – miasto w Kolumbii, w departamencie Caldas.